# Buffalo Airways
Buffalo Airways è una compagnia aerea charter canadese, con sede ad Hay River (cioè Fiume del Fieno) mentre l'hub principale è l'Aeroporto di Yellowknife (ovvero Coltello Giallo).

## Storia

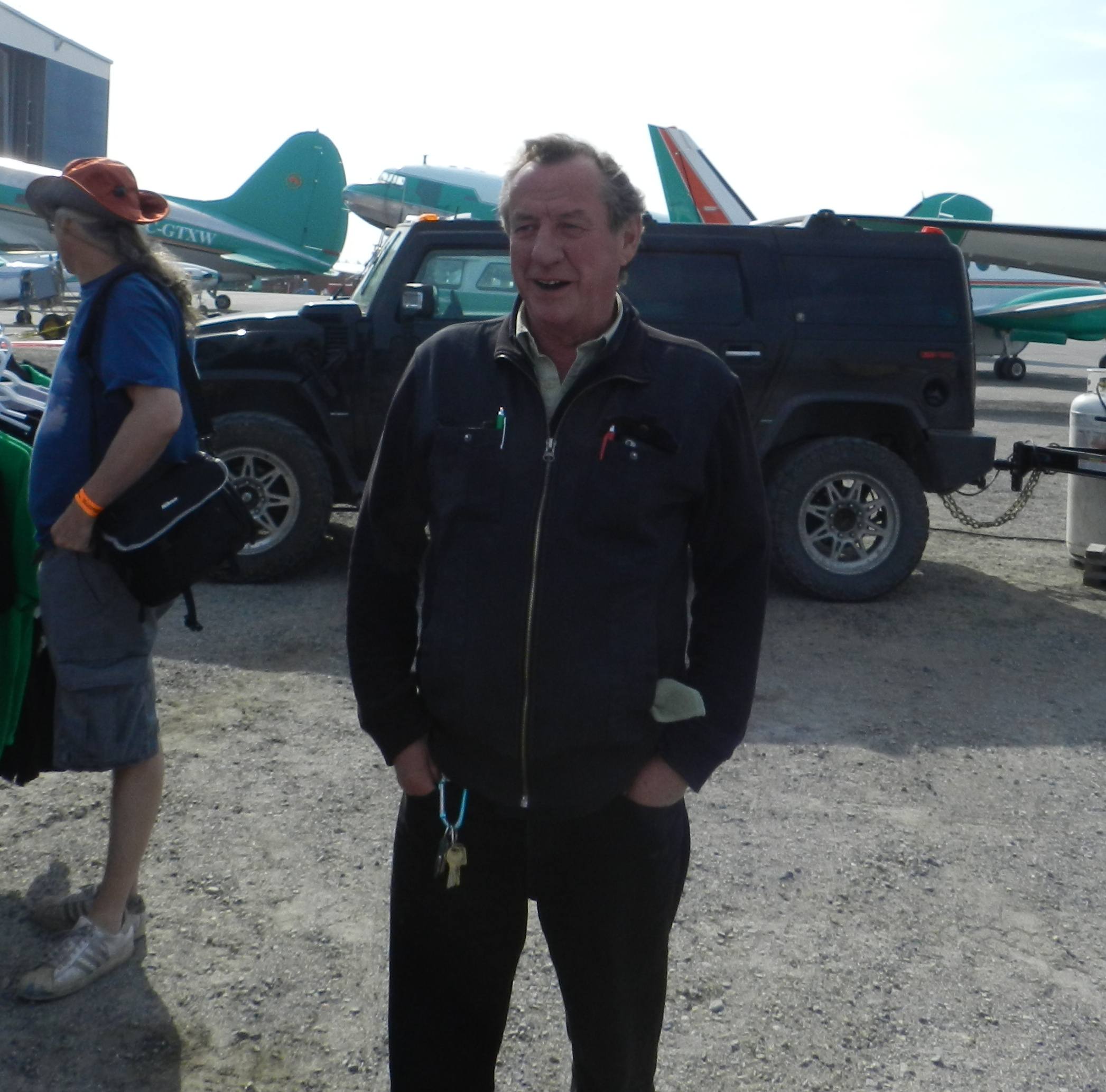
Joe McBryan è il fondatore di Buffalo Airways.

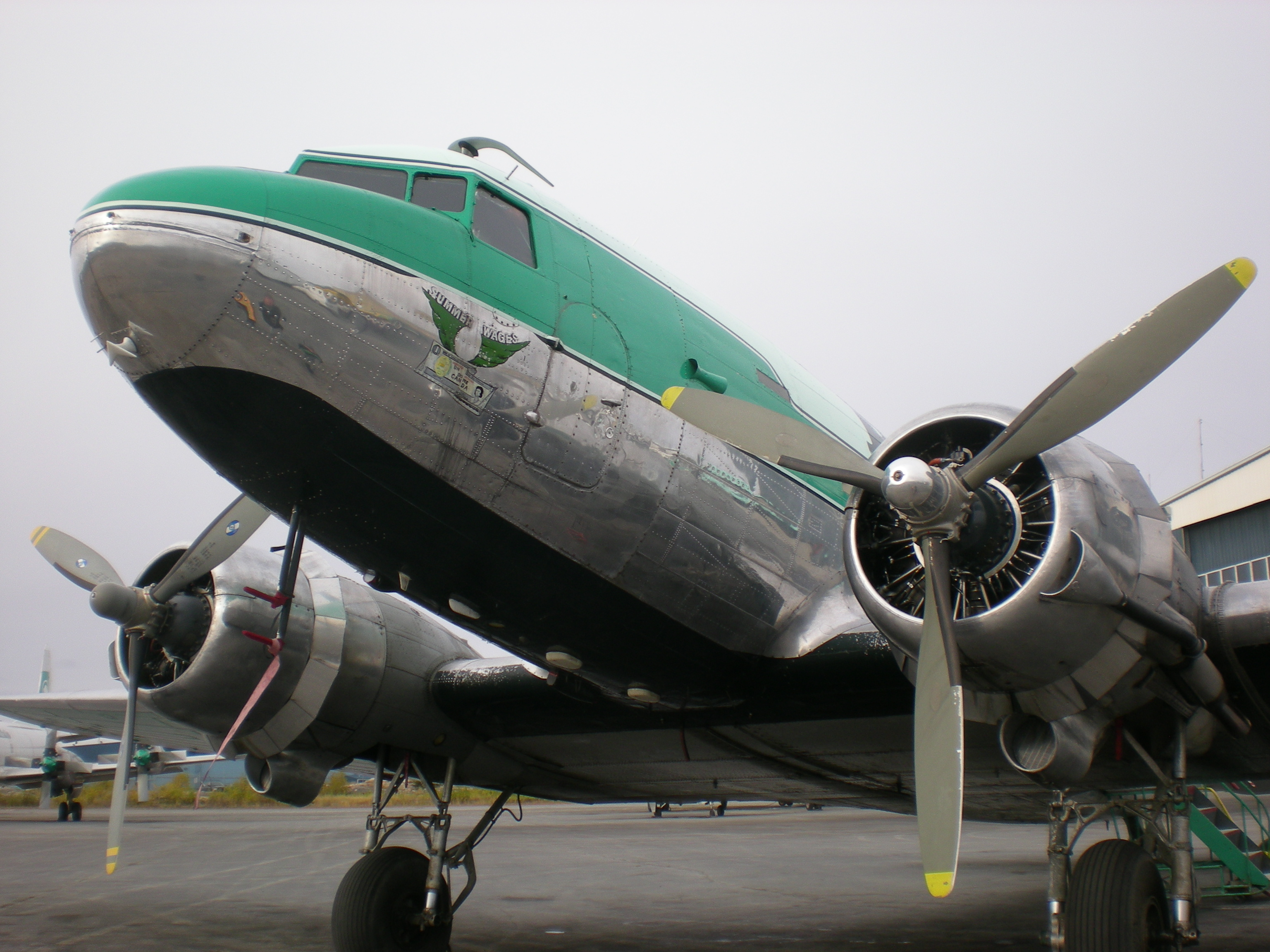
Il primo Douglas DC-3 acquistato dalla Buffalo Joe.

La società è stata fondata nel 1969 da Joe McBryan con il nome Buffalo Joe, in occasione dell'acquisto di un Douglas DC-3. Le operazioni di volo sono iniziate il 13 maggio dell'anno successivo con servizi charter dall'Aeroporto di Yellowknife verso i Territori del Nord-Ovest e intorno al Grande Lago degli Schiavi. Tuttavia, a seguito dell'aumento della richiesta per codesti voli, la compagnia ha progressivamente inserito diversi Douglas DC-3 e Douglas DC-4 alla flotta. A causa della crisi del settore minerario nei Territori del Nord-Ovest, nel 1980 l'aerolinea ha subito gravi perdite economiche che hanno comportato la riduzione del parco macchine. A seguito dell'aumento delle attività minerarie di diamanti nell'area di Yellowknife, il vettore aereo ha potuto ricominciare ad operare con velivoli di maggiori dimensioni. Quindi, nell'agosto 1986 ha inaugurato collegamenti regolari di linea.
Il 30 novembre 2015 l'autorità dei trasporti canadese ha sospeso il ceritificato di volo a causa delle scarse condizioni di sicurezza degli aeromobili, tuttavia il 12 gennaio 2016, è stata ripristinata la licenza di volo, limitatamente alle attività a domanda.

## Flotta

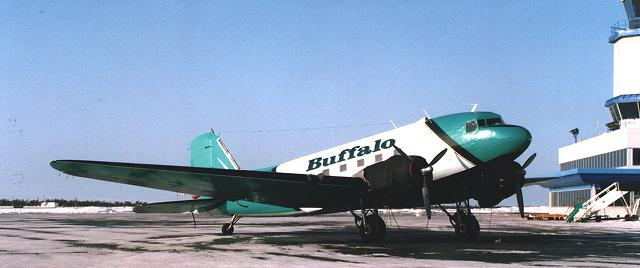
Un Douglas DC-3.

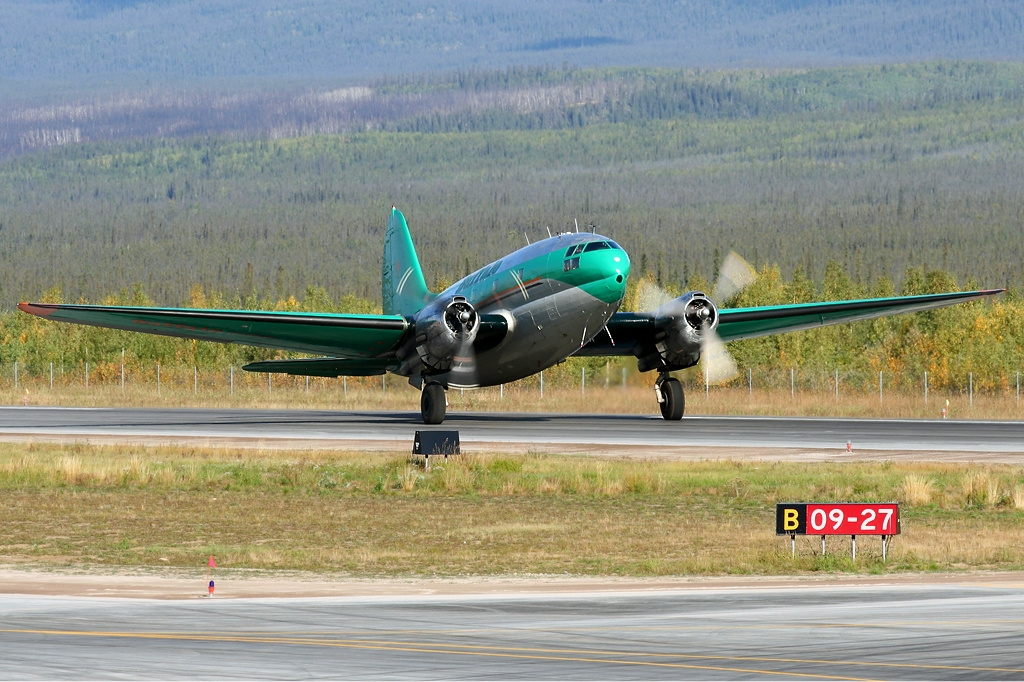
Un Curtiss C-46 Commando.

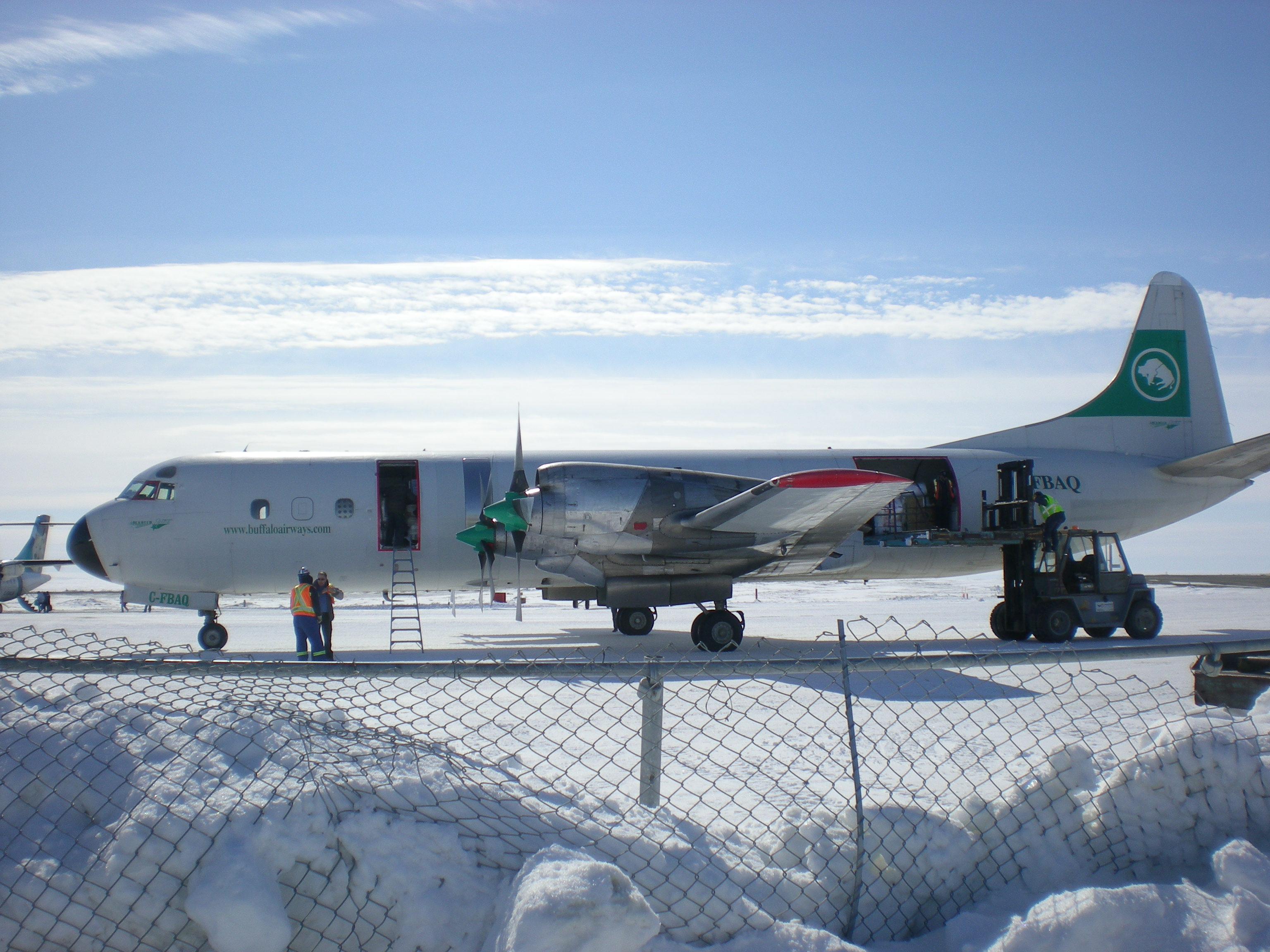
Un Lockheed L-188 Electra in piena atmosfera invernale.

A maggio 2020 la flotta Buffalo Airways risulta composta dai seguenti aerei:

## Flotta storica
Nel corso degli anni Buffalo Airways ha operato con i seguenti modelli di aeromobili:
- Aeronca Champion 7BCM
- Consolidated PBY Catalina
- Douglas DC-6
- Noorduyn Norseman

## Incidenti
- Il 26 giugno 1994 un Douglas C-47A (C-FROD), si è schiantato in avvicinamento all'Aeroporto di Fort Simpson nei Territori del Nord-Ovest a causa dell'esaurimento del carburante. L'aereo, era un volo cargo proveniente dall'Aeroporto di Trout Lake ed a bordo c'erano due membri dell'equipaggio che sono stati feriti mentre il velivolo è stato dismesso[6].
- Il 24 luglio 2001 un Consolidated PBY Catalina (C-FNJE) si è schiantato in un lago a nord di Inuvik a causa dell'ala dell'aeromobile che ha toccato l'acqua. I membri dell'equipaggio sono stati salvati, mentre l'aereo è stato ritirato dal servizio ed è stato restaurato dalla Fairview Aircraft Restorations Society[7][8]
- Il 28 agosto 2002 un Douglas C-54E (C-GQIC), è atterrato fuori dalla pista in quanto l'ala destra dell'aeromobile si è danneggiata. L'aereo si è incendiato mentre il personale di bordo è rimasto illeso[9].
- Il 1º agosto 2003 un Douglas C-54G (C-GBSK) è atterrato a breve distanza dalla pista della miniera di Ulu. Il carrello di atterraggio è stato distrutto mentre le ali sono state separate dalla fusoliera e successivamente hanno preso fuoco. I quattro membri dell'equipaggio sono rimasti illesi ma l'aeromobile è stato ritirato dal servizio[10].
- Il 25 maggio 2004 un Curtiss C-46 Commando (C-FAVO), è stato gravemente danneggiato all'Aeroporto di Yellowknife durante la fase di rullaggio prima della partenza. La società ha riferito che la ruota posteriore dell'aeromobile è uscita dalla soglia della pista mentre si voltava per allinearsi con la pista per il decollo, sprofondando in un'area di ghiaia in una posizione di 90°. I piloti dell'aereo hanno deciso di aumentare la potenza dei motori per provare a liberare l'aereo bloccato, causando un guasto strutturale alla ruota di coda ed ai punti di attacco della fusoliera. L'incidente ha fatto sì che la pista rimanesse chiusa per circa sei ore fino a quando il velivolo è stato rimosso in sicurezza. Nonostante il velivolo sia stato danneggiato, dopo un periodo di manutenzione straordinaria, è ritornato in servizio[11].
- Il 5 gennaio 2006 un Douglas C-54G (C-GXKN), dopo essere decollato dall'Aeroporto di Norman Wells ha dovuto effettuare un atterraggio d'emergenza a causa del secondo motore che aveva preso fuoco. Il personale di bordo è rimasto illeso ma l'aeromobile è stato ritirato dal servizio[12].
- Il 29 dicembre 2006 un Douglas C-54A (C-GPSH), a seguito di un'escursione di pista durante l'atterraggio su una striscia di ghiaccio nel lago Carat vicino a Jericho Diamond Mine ha danneggiato gravemente la parte anteriore dell'aereo. Nel luglio del 2007, il velivolo è tornato in servizio[13].
- Il 5 marzo 2012 un Lockheed L-188A Electra (C-FBAQ) è atterrato all'Aeroporto di Yellowknife senza il carrello d'atterraggio principale causando danni sostanziali alle eliche e alle ali. Il personale di bordo è rimasto illeso mentre il velivolo è stato riparato[14].
- Il 19 agosto 2013 un Douglas DC-3C (C-GWIR), si è schiantato mentre stava effettuando un atterraggio d'emergenza all'Aeroporto di Yellowknife dopo aver subito un incendio del motore. I 24 passeggeri ed il personale di bordo sono rimasti illesi mentre l'aeromobile è stato ritirato dal servizio. Un'indagine successiva ha ipotizzato che le cause sarebbero state una crepa del cilindro del motore, un guasto alla pompa di messa in azione dell'elica e un sovraccarico dell'aeromobile[15].
- Il 25 settembre 2015 un Curtiss C-46 Commando (C-GTXW) ha effettuato un atterraggio d'emergenza all'Aeroporto di Deline a seguito di alcuni problemi al motore. Il personale di bordo è rimasto illeso ma l'aeromobile è stato ritirato dal servizio[16].
- Il 3 maggio 2019 un Douglas DC-3 (C-GJKM) ha effettuato un atterraggio d'emergenza nelle vicinanze di Hay River a causa di un guasto al motore destro dell'aeromobile. Il personale di bordo è rimasto illeso ma l'aeromobile è stato ritirato dal servizio[17]